# Gephyromantis boulengeri
Gephyromantis boulengeri – endemiczny gatunek płaza bezogonowego z rodziny mantellowatych (Mantellidae).

## Taksonomia
Takson Gephyromantis verrucosus, uznawany dawniej za synonim Gephyromantis boulengeri, został w 2012 roku ponownie uznany za odrębny gatunek przez Wollenberg, Glawa i Vencesa. G. boulengeri wymaga dalszych badań i rewizji taksonomicznej.

## Występowanie
Zwierzę to jest gatunkiem endemicznym, występuje tylko we wschodniej i północno-wschodniej części Madagaskaru, w tym na przybrzeżnej wyspie Nosy Boraha.
Siedlisko tego płaza stanowią lasy deszczowe, ale też lasy zdegradowane przez człowieka. Dobrze czuje się on także na obrzeżach tychże lasów (ale nie na terenach otwartych) oraz w rozrastających się lasach eukaliptusowych. Nie zapuszcza się on wyżej niż 1200 metrów nad poziomem morza.

## Rozmnażanie
Wydaje się, że u tego gatunku zachodzi rozwój bezpośredni, a rozród przebiega bez udziału zbiornika wodnego, co rzadko zdarza się wśród przedstawicieli gromady płazów.

## Status
W Czerwonej księdze gatunków zagrożonych IUCN płaz ten klasyfikowany jest jako gatunek najmniejszej troski (LC, ang. Least Concern).
Zwierzę występuje pospolicie. Jego liczebność nie jest znana, ale przypuszcza się, że maleje.
Gatunkowi zagraża utrata siedlisk związana z rolnictwem, przemysłem leśnym czy ekspansją osadnictwa. Płaz występuje w obrębie kilku obszarów chronionych.